# ناويا يوشيدا
ناويا يوشيدا (باليابانية: 吉田 直矢) (مواليد 20 ديسمبر 1994)، هو لاعب كرة قدم كان يلعب كلاعب وسط.

## وصلات خارجية
- ناويا يوشيدا على موقع رابطة كرة القدم اليابانية للمحترفين (اليابانية)
- ناويا يوشيدا على موقع قاعدة بيانات كرة القدم.إي يو (الإنجليزية)
- ناويا يوشيدا على موقع Soccerway.com (الإنجليزية)
- ناويا يوشيدا على موقع عالم كرة القدم.نت (الإنجليزية)